# De Kamp (Heelsum)
De Kamp is een landgoed in het Nederlandse dorp Heelsum, gelegen langs de A50. Oorspronkelijk behoorde dit gebied bij Kasteel Doorwerth.
In 1693 werd hier papiermolen De Kamp gebouwd. Omstreeks 1920 werd er een landhuis met de naam Langenberg gebouwd. In 1973 brandde dit huis af. Het landgoed is in particulier bezit en beperkt toegankelijk. Het maakt in zijn geheel deel uit van de ecologische hoofdstructuur van Nederland.